# Міжнародні зв'язки України: наукові пошуки і знахідки
«Міжнародні зв'язки україни: наукові пошуки і знахідки» — міжвідомчий збірник наукових праць. Видається Інститутом історії України НАН України з 1991 року. 
Збірник зареєстрований ВАК України як фахове видання із спеціальностей «Історичні науки» (1999). 
Основні рубрики:
- «Славістичні студії»;
- «З історії міжнародних зв'язків України»;
- «Європейський Союз та Україна»;
- «Питання всесвітньої історії»;
- «Проблеми історіографії та джерелознавства» та інші.